# Smittia brevipennis
Smittia brevipennis är en tvåvingeart som först beskrevs av Karl Henrik Boheman 1865.  Smittia brevipennis ingår i släktet Smittia och familjen fjädermyggor. Arten har ej påträffats i Sverige. Inga underarter finns listade i Catalogue of Life.